# 2 dny v Paříži
2 dny v Paříži (v originále Two Days in Paris) je francouzský hraný film z roku 2007, který režírovala Julie Delpy podle vlastního scénáře. Film popisuje vztah milenecké dvojice, která je na dovolené v Paříži.

## Děj
Jack je Američan a bytový architekt. Marion je Francouzka a fotografka. Žijí spolu již dva roky v New Yorku a vracejí se vlakem z dovolené z Benátek do Paříže, aby zde strávili dva dny u jejích rodičů a prohlédli si město. Jack umí jen minimálně francouzsky a obtížně se domlouvá s rodiči Marion, kteří mluví jen špatně anglicky. Jack si chce prohlédnout především pařížské katakomby a hrob Jima Morrisona na hřbitově Père Lachaise. Katakomby jsou ale zavřené a u hrobu je množství turistů. Marion potká svého bývalého milence Manua a Jack se dovídá o její minulosti, kterou do té doby neznal. Jdou na vernisáž k jejímu otci, který provozuje galerii a večer na večírek k dávné kamarádce. Zde potkají dalšího jejího bývalého milence Mathieu. Druhý den ráno u rodičů praskne voda a matka zavolá pařížské hasiče. Jack zpozoruje Marion, jak flirtuje s hasiči a žárlí. Jdou spolu s jejím otcem na trh, ale Jackovi se udělá nevolno z čerstvého masa. Jack se vrátí domů a v mobilu patřícím Marion objeví množství zpráv, které jí poslal Mathieu. V poledne jdou Jack a Marion spolu do restaurace, kde Marion potká dalšího svého bývalého milence, se kterým se pohádá, takže je vyvedou z restaurace ven. Dojdou až na nábřeží Quai de Valmy u kanálu Saint-Martin, kde se pohádají. Marion odejde k Mathieuovi a Jack se jde najíst do fast foodu, kde si k němu přisedne mladík jménem Lucas, který je gay. Lucas také bojuje proti týrání zvířat a přišel do této restaurace, aby ji podpálil. Oba si spolu povídají a Lucas přesvědčí Jacka, aby Marion neopouštěl. Marion se u Mathieua zavře v koupelně a pláče. Vyjde z koupelny, až když ji k tomu přemluví její sestra Rose. Na ulici je hudební festival, Jack a Marion se odděleně procházejí plnými ulicemi. Sejdou se až večer v bytě, kde si spolu promluví a usmíří se.

## Obsazení
| Adam Goldberg   | Jack Russel          |
| Julie Delpy     | Marion               |
| Marie Pillet    | Anna, matka Marion   |
| Albert Delpy    | Jeannot, otec Marion |
| Aleksia Landeau | Rose, sestra Marion  |
| Alexandre Nahon | Manu                 |
| Adan Jodorowsky | Mathieu              |
| Daniel Brühl    | Lukas                |

## Ocenění
- Prix Jacques-Prévert (2008) za nejlepší scénář (Julie Delpy)